# Erreur de conjonction

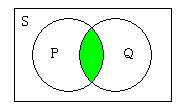
Diagramme de Venn-ET

L'erreur de conjonction consiste à baser son jugement sur des informations personnalisantes plutôt que statistiques.
Le biais de représentativité est une forme de biais cognitif.

## Exemple
L'illustration la plus flagrante en a été faite par Tversky et Kahneman en 1983. Une version en français se présenterait ainsi :
Linda a 31 ans, elle est célibataire, franche et très brillante. Elle possède une maîtrise de philosophie. Étudiante, elle se montrait très préoccupée par les questions de discrimination et de justice sociale, elle participait aussi à des manifestations antinucléaires.
Selon vous, Linda a-t-elle plus de chance d'être :
1. Guichetière dans une banque.
2. Guichetière dans une banque et active dans le mouvement féministe.

La très grande majorité des gens (89 %) répond 2 en dépit du fait que la probabilité que deux événements se produisent « ensemble » (proposition 2) est toujours inférieure ou égale à la probabilité qu'un de ces événements se produise (proposition 1).
Par exemple même en imaginant que la probabilité que Linda soit guichetière soit très faible, 0,05 par exemple et que la probabilité que Linda soit féministe soit très forte 0,9 par exemple, la probabilité que Linda soit à la fois guichetière et féministe, en considérant que ces deux événements sont indépendants est de 0,05*0,9=0,045.
Tversky et Kahneman expliquent que si la plupart des gens se trompent c'est parce qu'au lieu de construire leur réponse à partir d'un raisonnement logique et probabiliste (loi d'inclusion), la plupart des gens procèdent à un raisonnement basé sur les informations représentationnelles (le texte décrivant Linda).